# 154
Het jaar 154 is het 54e jaar in de 2e eeuw volgens de christelijke jaartelling.

## Gebeurtenissen

### Europa
- De Slavische volkeren verspreiden zich over Oost-Europa en vestigen zich in (huidig) Polen, Wit-Rusland en Oekraïne.

### Brittannië
- De Muur van Antoninus in Schotland wordt door de Romeinen voltooid. De muur is gebouwd van plaggen op een stenen fundering en wordt versterkt met wachttorens.

## Geboren
- Bardaisan, christelijk schrijver van de Nestoriaanse Kerk (overleden 222)
- Cao Cao, Chinees veldheer en stichter van het koninkrijk Wei (overleden 220)
- Yuan Shao, Chinees veldheer (overleden 202)